# キャベツろば
『キャベツろば』(Der Krautesel, KHM 122)は、『グリム童話』に収録されている作品である。

## あらすじ
昔々、ある日、若い狩人が森を歩いていると、倒れそうなとても醜い老婆と出会う。狩人はかわいそうに思って食べ物を老婆に与えた。
そのお礼に老婆から、魔法のマントと魔法の鳥の心臓を手に入れる方法を教わり、それらを手に入れ、旅に出る。
旅の途中あるお城にたどり着き、魔女と綺麗な娘に出会う。魔女に騙され、魔法のマントと魔法の鳥の心臓を盗まれる狩人。
食べるとロバに変身するキャベツと、人間に戻れるキャベツを見つけた狩人は、盗まれた品を取り返す為、魔女と女中と娘にロバの姿に変身するキャベツを食べさせる。3人の女はロバになる。
ロバになった魔女にはろくに餌を与えず、ムチで叩き衰弱死させてから、娘と女中には人間の姿に戻るキャベツを食べさせて、狩人は人間に戻った娘と結婚しいつまでも幸せに暮らした。

## 登場人物
狩人
若い狩人。最初にロバに姿を変える。
老婆
みすぼらしく醜い老婆。
食べ物を狩人に貰い、お礼に魔法のマントと魔法の鳥の心臓を手に入れる方法を教える人物。
魔女
深い森の城に住む醜くよこしまな魔女。
ロバの姿に変わるキャベツを食べて、ロバになり最終的に死ぬ。
娘
魔女と一緒に城に住む美しい娘。
魔女に脅されて城を訪れる旅人から盗みを働いていた。
狩人を騙した為に彼女もロバにされるが、最終的には人間に戻して貰う。
女中
魔女の城に仕えていた女性。
ロバに変身するキャベツをつまみ食いした為、ロバになってしまう。

## 補足
- 初版には記載されていない。
- 二版よりKHM122キャベツロバに記載される。